# 탈냉전 시대의 전차

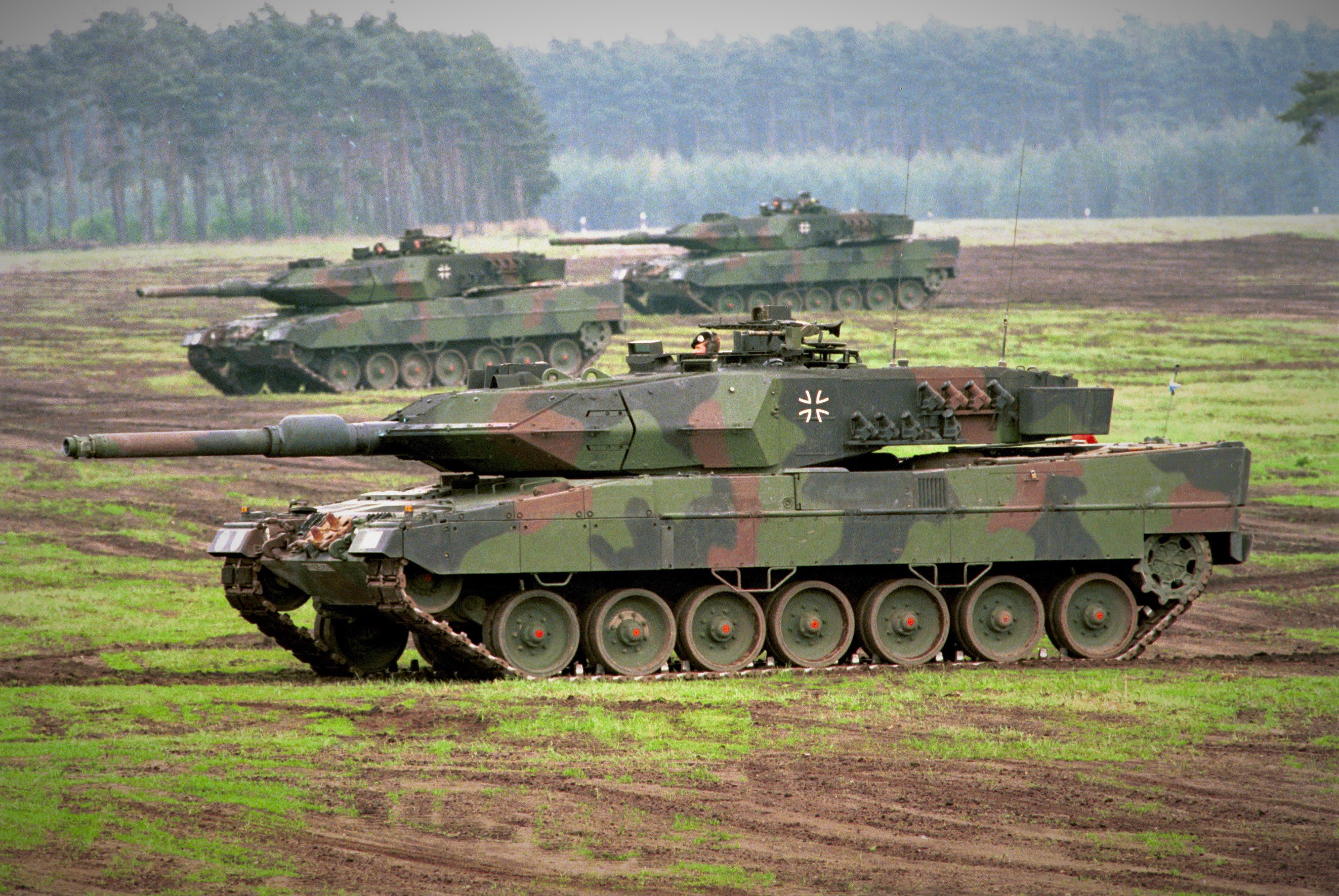
독일 연방방위군 레오파르트 2A5 주력전차 (MBT)의 2010년 8월 전투 시연

탈냉전 시대는 1991년 12월 27일 소련의 붕괴부터 현재까지의 세계사를 지칭한다. 냉전 (1947년 3월 12일 – 1991년 12월 26일) 기간 동안, 소련의 바르샤바 조약기구 지배는 몇몇 전차 설계의 효과적인 표준화로 이어졌다. 이에 비해 프랑스, 독일, 미국, 영국은 이전에는 자체 전차 설계를 개발했지만, 이제는 설계를 표준화하려고 노력했고, 북대서양 조약 기구의 소규모 국가들은 이러한 설계를 구매하거나 개조했다.
동구권의 붕괴는 미국군이 지출을 크게 삭감하면서 변화를 가져왔지만, 2001년 테러와의 전쟁이 시작된 후 지출 수준은 다시 비슷한 수준으로 상승했다.
냉전 이후 전차 개발은 3세대 주력전차로 이어졌고, 대전차 무기의 효율성 때문에 기술도 극적으로 발전했다. 전차는 생존력이 향상되었고 장갑은 더 두껍고 훨씬 효과적으로 변했다. 4세대 전차는 개발 중이며, 두 종 (일본의 10식 전차와 대한민국의 K2)이 4세대 전차로 운용되고 있다고 주장된다.

## 개요

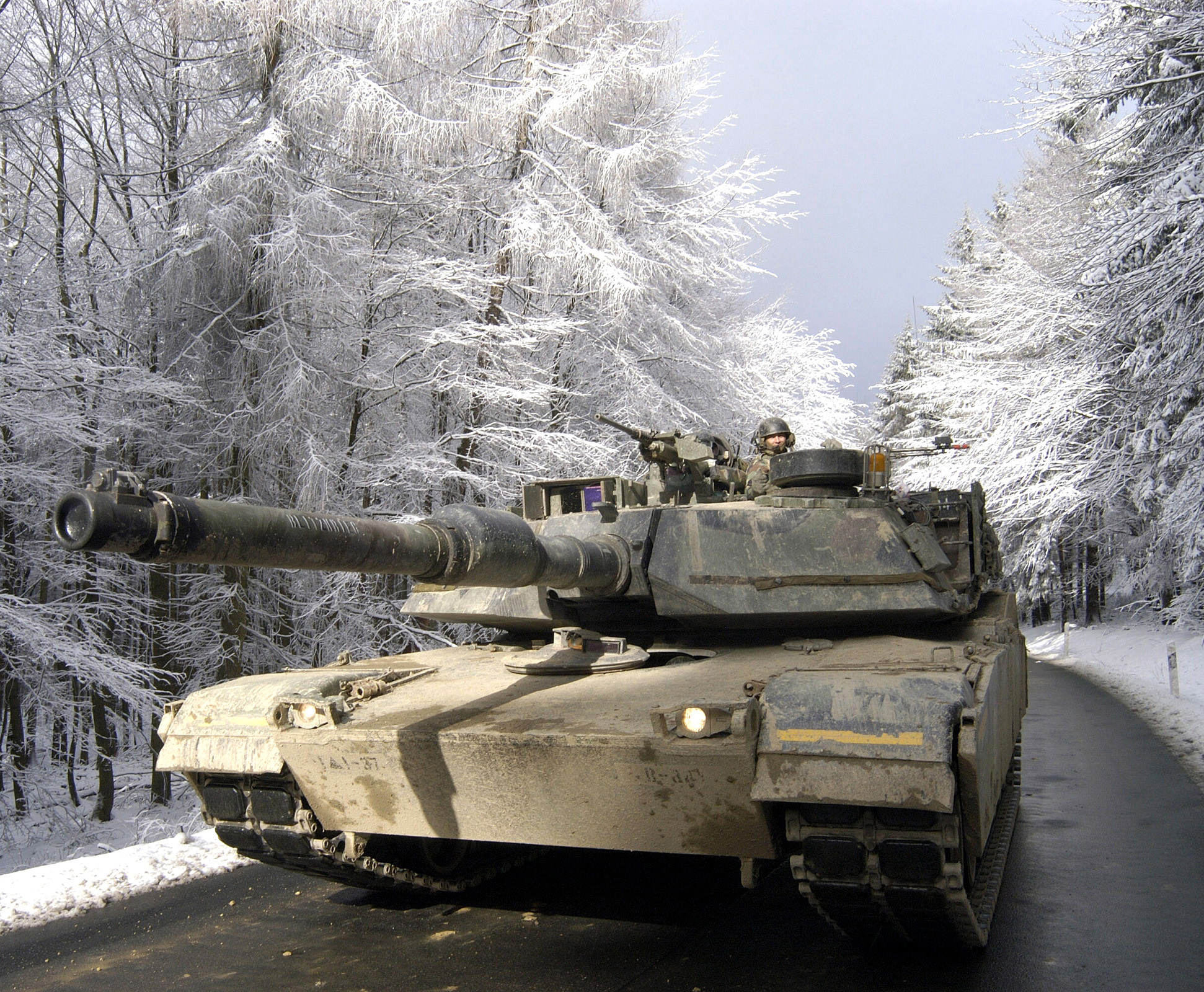
2005년 2월 레디 크루시블 훈련 중 프랑크푸르트 북쪽 타우누스산맥에 있는 M1A1 에이브럼스 전차.

주력전차는 소형 중형 전차가 장거리에서 실용적인 모든 장갑을 관통할 수 있는 포(예: 미국 90mm, 소련 100mm, 특히 영국 L7 105mm)를 장착할 수 있다는 사실이 입증되면서 필연적으로 표준이 되었다. 다양한 대전차 무기의 증가와 핵전쟁의 위협은 추가 장갑의 필요성을 우선시했다. 추가 장갑은 훨씬 더 강력한 대포의 설계를 촉진했다. 일반적인 주력전차는 전장의 다른 어떤 차량과도 마찬가지로 잘 무장되었고, 기동성이 뛰어나며, 잘 장갑화되어 있었다.

## 개발

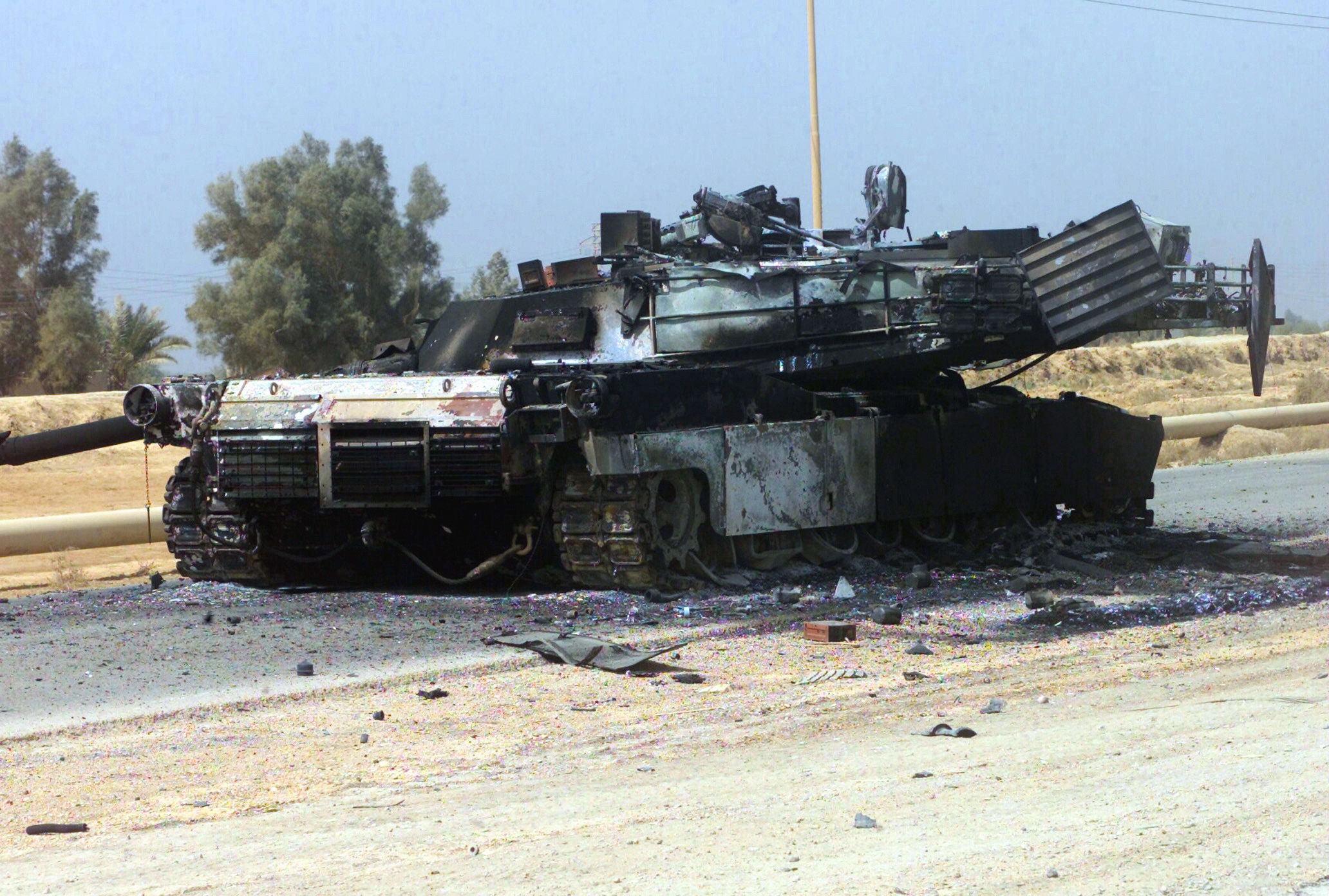
바그다드에서 파괴된 미국 M1 에이브럼스 전차

1974년, 미국은 기존 전차 함대를 현대화하고 M60A1 및 이후 M60A3의 대량 생산을 시작하는 인상적인 프로그램을 시작했으며, 동시에 M1도 개발되었다. 로널드 레이건 대통령 행정부 동안 미국과 소련 간의 긴장이 고조되면서 전차 설계 및 생산 예산이 증가했다.
보병 휴대형 및 차량 장착형 대전차 미사일에 대응하여, 더욱 강력한 방어 체계가 개발되었다. 간격 장갑, 복합장갑, 반응장갑, 그리고 러시아의 시토라, 드로즈드, 아레나와 같은 능동방호체계가 구형 및 신형 전차에 추가되었다. 이러한 개선에도 불구하고, 더 큰 미사일은 전차에 대해 여전히 매우 효과적이었다. 이는 1991년 걸프 전쟁 당시 아군 사격 사건에서 헬파이어 대전차 미사일이 여러 대의 M1 에이브럼스 전차를 무력화시켰을 때 입증되었다.
가장 성공적인 2세대 냉전 전차 중 일부는 여전히 운용 중이며, 실제로 일부는 계속 생산되고 있다. 그러나 이들은 지난 수십 년 동안 향상된 현대 장갑, 신형 포, 전자 장비, 그리고 완전히 새롭고 매우 다른 엔진으로 광범위하게 업그레이드되었고, 어떤 경우에는 반복적으로 정비되었으며 심지어 완전히 재건되기도 했다. 주목할 만한 예로는 T-72, 메르카바 및 M1 에이브럼스가 있다. 때로는 이러한 완전한 정비에는 폴란드 육군의 T-72에서 파생된 T-72M1(업그레이드)을 기반으로 하는 PT-91과 같이 새로운 이름이 부여되기도 한다.

### 걸프 전쟁/이라크 전쟁

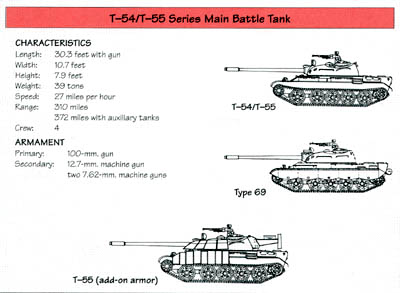
T-55 계열 전차의 미 육군 식별 포스터

1991년 사막의 폭풍 작전 당시 미 해병대는 여전히 M60 전차를 사용하고 있었지만, 나머지 전차 부대는 에이브럼스를 사용했다.
이라크군은 초기에 T-55와 T-62 같은 전차로 무장한 정규군 부대였다. 미군 M1 에이브럼스, 영국군 챌린저 1, 쿠웨이트군 M-84AB와 같은 연합군의 주력전차는 이라크군이 사용한 중국군 69식 전차와 국내 생산 T-72 전차보다 월등히 우수했으며, 승무원들은 더 잘 훈련되었고 기갑 교리는 더 잘 개발되었다.

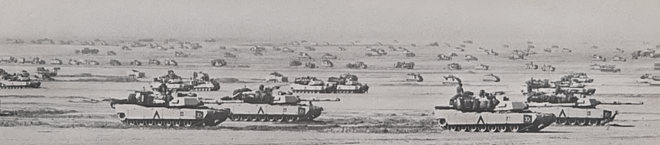
출발선에 있는 미국 제3기갑사단의 M1 에이브럼스 전차.

이라크 기갑 부대의 대부분은 여전히 1950년대와 1960년대의 오래된 중국제 59식 전차와 69식 전차, 소련제 T-55s, 그리고 품질이 좋지 않은 아사드 바빌 전차(폴란드제 T-72 차체를 기반으로 다른 혼합 부품으로 국내 조립된 전차)를 사용했다. 이 장비들은 열상 장치나 레이저 거리 측정기와 같은 최신 장비를 갖추지 못했으며, 현대 전투에서의 효과는 매우 제한적이었다.
이라크군은 연합군 전차가 사용하는 열상 장비와 날개안정분리철갑탄에 대한 효과적인 대응책을 찾지 못했다. 이 장비 덕분에 연합군은 이라크 전차보다 세 배 이상 긴 거리에서 이라크 전차를 교전하여 파괴할 수 있었다. 이라크 승무원들은 미군 및 영국군 전차에 대해 훈련용 탄을 사용했다. 이 탄약(이란-이라크 전쟁 동안 저렴한 가격 때문에 대량으로 구매됨)은 연한 강철 관통자를 가지고 있어 연합군 전차의 첨단 초밤 장갑을 관통할 가망이 없었다.
2003년 이라크 자유 작전에서 이라크군 제6기갑사단은 나시리야 전투 중 2003년 3월에 이라크의 나시리야에 있는 유프라테스강과 사담 운하의 주요 교량을 방어하기 위해 T-55와 BMP-1로 무장했지만, 미 해병대의 M1 에이브럼스에 의해 전멸당했고, 사단은 전투 불능 상태가 되었다.

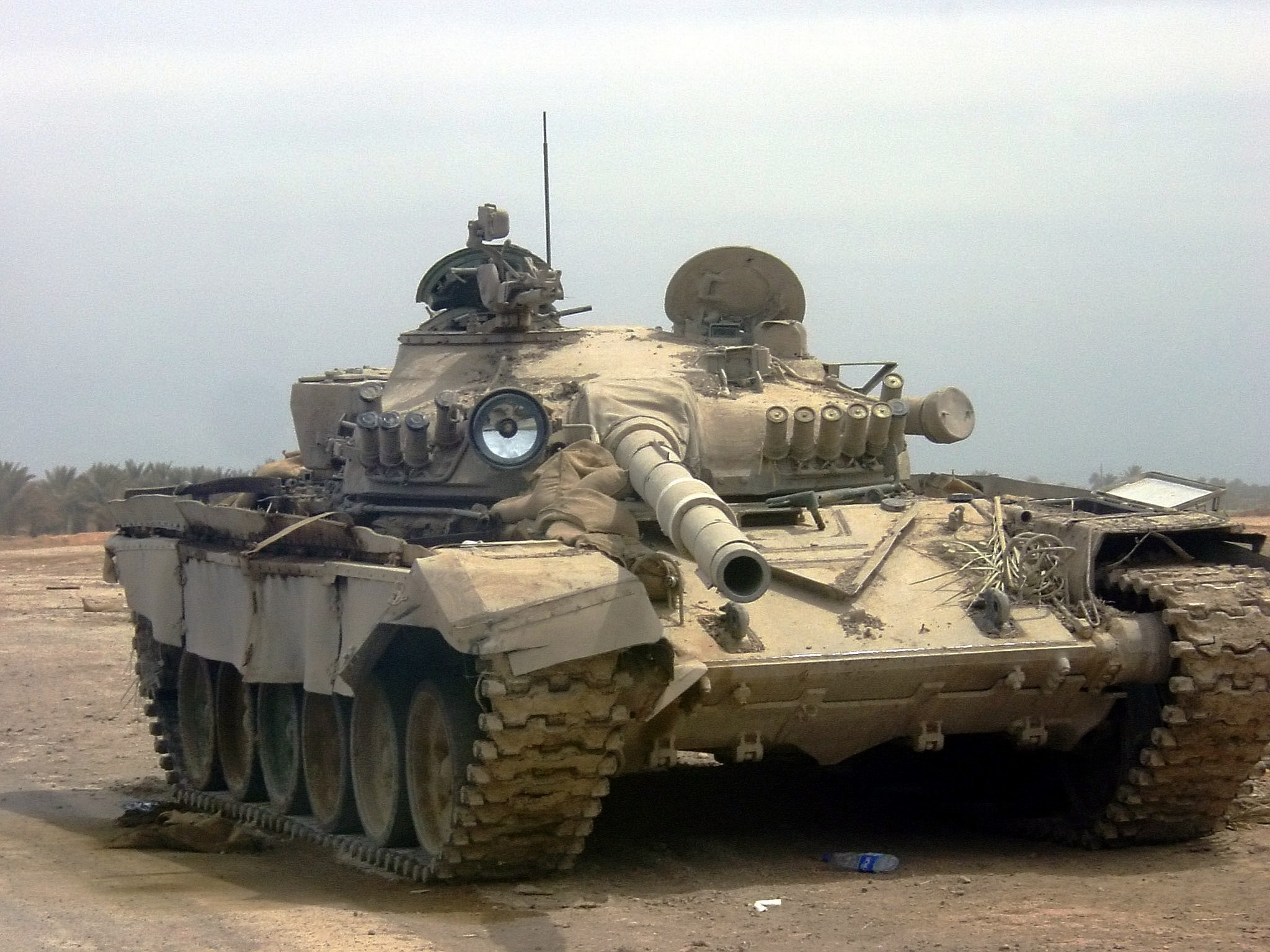
미군의 바그다드 최종 진격 이후 버려진 아사드 바빌 전차

이라크가 보유한 T-55와 T-62 전차 외에도 미군 기갑 부대가 가장 두려워한 것은 이라크군의 T-72 전차였다. 공화국 수비대 사단만이 이라크 개조 T-72를 장비했다. 이라크 T-72 중 다수는 매복하거나 숲 속에 숨겨져 있다가 미군이나 영국군 전차를 매복 공격하는 데 사용되었다. 전쟁에서 이라크 T-72는 공화국 수비대 사단의 전투력을 약화시키려는 아파치 헬리콥터와 A-10의 주요 표적이었다. 아사드 바빌 T-72가 미군 전차에 맞설 수 있는 유일한 기회는 근거리 전투로 유인하거나, 매복 진지에서 매복 공격을 시도하는 것이었다.
하지만 그러한 상황에서도 M1은 보통 우위를 점했다. 바그다드 전투와 수도 진격 과정에서 수십 대의 이라크 주력전차가 전멸된 경우, 또는 2003년 4월 3일 바그다드 남쪽 마흐무디야 근처(이라크 자유)에서 미군 전차가 불과 50야드 거리에서 상대 전차와 교전하여 손실 없이 7대의 적 T-72를 격파한 경우에서 입증되었다. 바빌론의 사자 T-72는 2003년 이라크 침공 당시 M1 에이브럼스, 챌린저 및 다른 모든 현대 서방 주력전차에 비해 완전히 압도당했다.

## 탈냉전 시대에 도입된 주력전차

### 메르카바 마크 IV

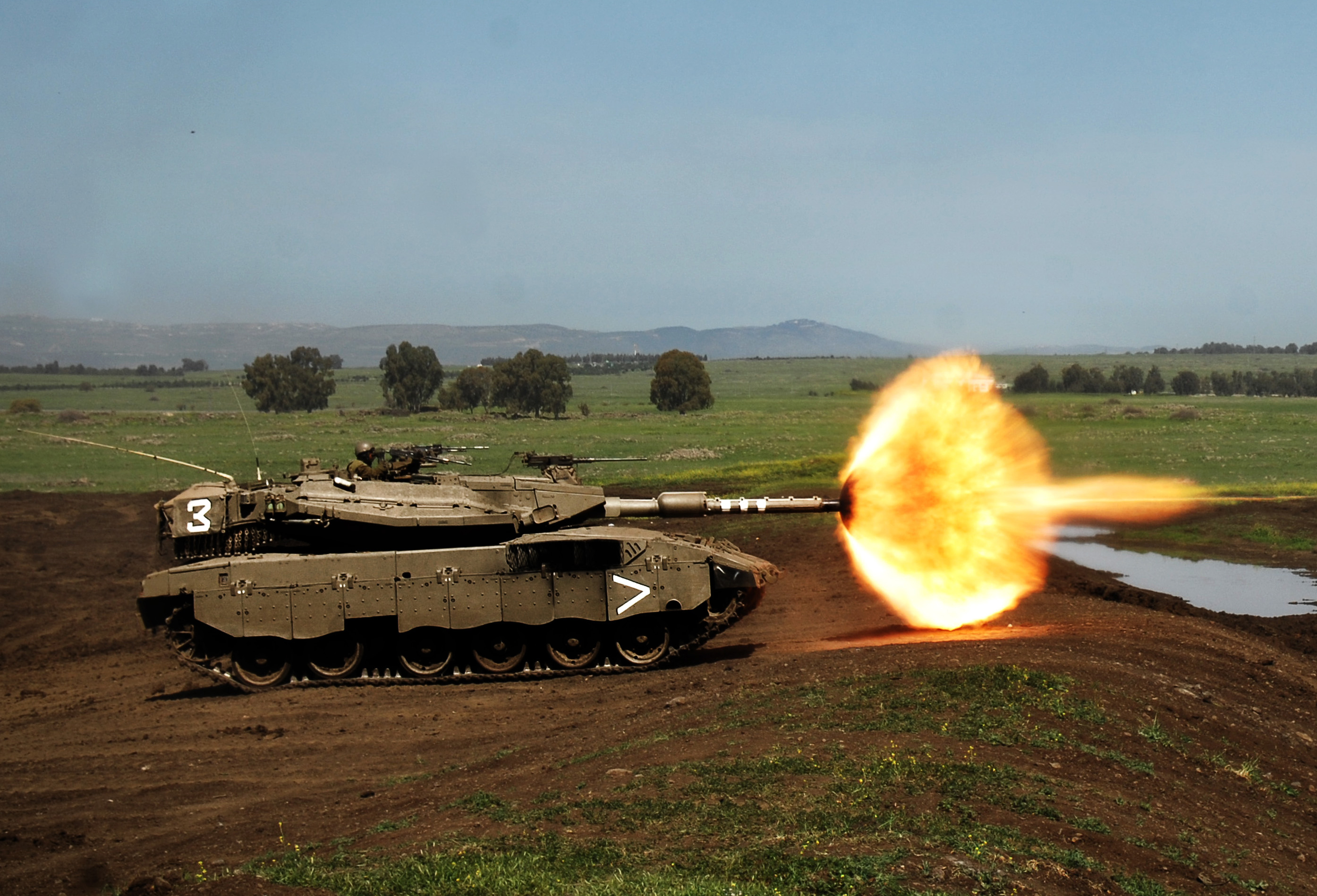
바즈 발사 메르카바 IIID – 바즈 사격 통제 장치는 메르카바의 정확성과 치명성을 높인다

이스라엘 방위군의 메르카바 마크 III는 1989년 12월에 도입되었으며, 구동계, 동력계, 무장 및 전자 시스템에 업그레이드가 이루어졌다. 가장 눈에 띄는 추가 사항은 현지에서 개발된 IMI 120mm 포의 통합이었다. 이 포와 더 커진 1,200 마력 (890 kW) 디젤 엔진은 전차의 총 중량을 65 tonne (143,000 lb)으로 증가시켰지만, 더 커진 엔진은 최대 순항 속도를 60 km/h (37 mph)로 높였다.
포탑은 전차 차대와 독립적으로 움직일 수 있도록 재설계되어 전차의 움직임과 관계없이 목표물을 추적할 수 있다.
다음 개발은 1999년부터 개발이 진행된 이스라엘 방위군의 메르카바 마크 IV 전차였다. 업그레이드 개발은 1999년 10월에 발표되었지만, 새로운 메르카바 마크 III는 2003년까지 계속 생산되었다. 첫 번째 메르카바 IV는 2004년 말까지 제한된 수량으로 생산되었다.
이 모델은 새로운 사격통제장치인 엘옵 나이트 마크 4를 탑재하고 있다. 메르카바 마크 IIID에서 사용된 탈착식 모듈식 장갑은 상단과 하단에 V자형 차체 하부 장갑 팩을 포함하여 모든 면에 사용된다. 이 모듈식 시스템은 손상된 전차를 신속하게 수리하고 전장에 복귀시킬 수 있도록 설계되었다. 이 전차는 이스라엘 엘빗 시스템즈 전투 관리 시스템과 능동방호체계를 탑재하고 있다.
전차 포탄은 개별 방화 캐니스터에 보관되어 전차 내부 화재 시 폭발 가능성을 줄인다. 포탑은 "건식"이며, 능동 포탄을 저장하지 않는다.
차체 형상, 외부 비반사 도료, 엔진 열기 기둥이 주변 공기와 섞이는 것을 막아 적 열상 장비를 혼란시키는 차폐막 등 일부 기능은 이스라엘 공군의 IAI 라비 프로그램에서 이어받아 열 센서와 레이더로 전차를 탐지하기 어렵게 만들었다.
마크 IV는 이전 버전과 동일하게 120mm 주포를 장착하지만, 10발용 전기식 반자동 회전식 탄창을 사용하여 고폭 대전차탄(HEAT)과 날개안정분리철갑탄(APFSDS) 운동 에너지탄을 포함한 더 다양한 탄약을 발사할 수 있다. 또한 대차량 작전(주로 테크니컬에 사용)을 위한 훨씬 큰 12.7mm 기관총도 포함한다.

### T-90MS

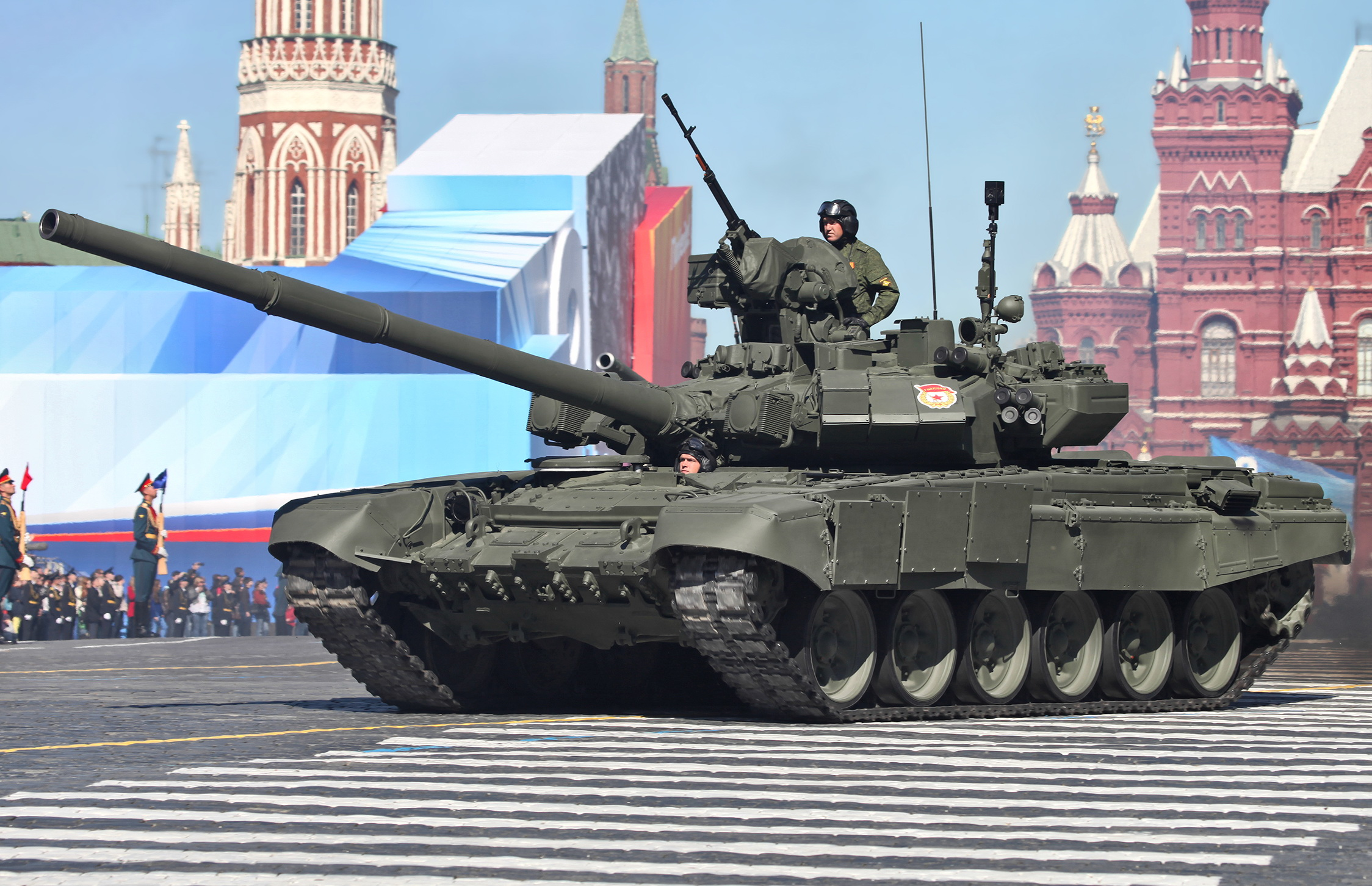
러시아 T-90

### 르클레르 세리 XXI

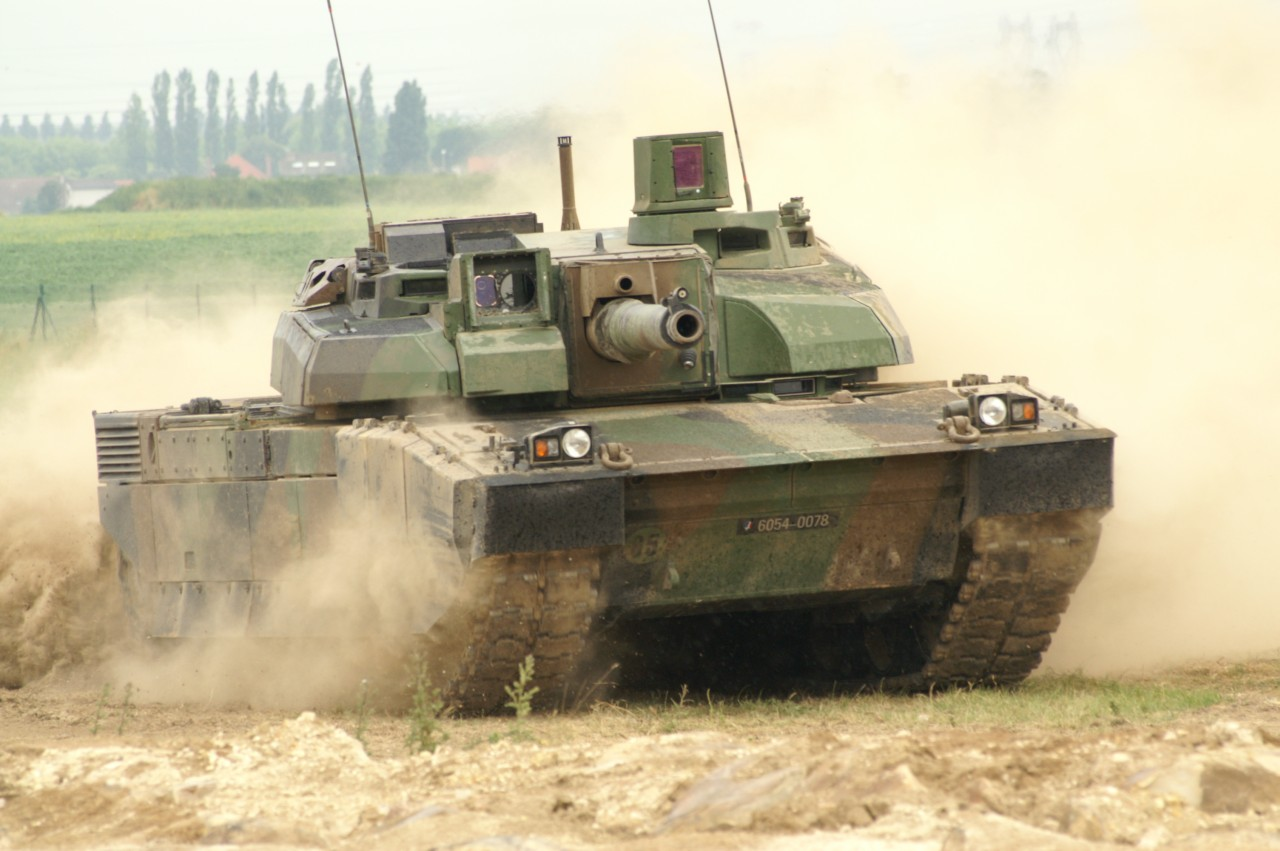
기동 훈련 중인 르클레르 주력전차.

르클레르는 현재 넥스터인 GIAT에서 제작한 프랑스 주력전차(MBT)이다. 이 전차는 제2차 세계 대전에서 자유 프랑스 제2기갑사단(2ème DB)을 지휘하며 파리 진격의 프랑스군을 이끌었던 필리프 르클레르 드 오트클로크 장군을 기리기 위해 명명되었다.
르클레르는 GIAT(넥스터) CN120-26 120mm 활강총포를 장착하고 있다. 이 대포는 독일 레오파르트 2 및 미국 M1 에이브럼스와 동일한 북대서양 조약 기구 표준 120mm 탄을 발사할 수 있지만, 실제로는 프랑스에서 생산된 탄약만 지급된다. 이 대포는 열 슬리브로 절연되어 있으며, 일반적인 보어 이배큐에이터 대신 자동 압축 공기 연기 추출 시스템을 갖추고 있다. 르클레르는 자체적으로 특별히 설계된 고유한 자동 장전 시스템을 갖추고 있어, 장전수를 없애고 승무원 수를 3명으로 줄인다. 르클레르의 포탑은 다른 자동 장전 시스템을 갖춘 전차에서 흔히 발생하는 문제를 피하기 위해 자동 장전 시스템을 중심으로 설계되었다. 르클레르 자동 장전기는 분당 12발의 발사 속도를 허용하며, 22발의 준비 탄약을 보관한다. 동시에 최대 6가지 다른 종류의 탄약을 수용할 수 있지만, 대부분의 자동 장전 시스템과 마찬가지로 한 발이 장전되면 탄약 종류를 변경할 수 없다. 가장 일반적인 종류는 텅스텐 코어가 있는 날개안정분리철갑탄(APFSDS) 운동 에너지탄과 고폭 대전차탄(HEAT)이다. 재장전을 위해 18발의 다른 탄약이 준비되어 있다. 르클레르 전차는 시속 50km의 속도로 이동하면서 4,000m 떨어진 목표물을 발사할 수 있다. 이 대포는 르클레르 세대의 대부분의 전차에서 일반적인 44 구경 대신 52 구경장 길이로, 탄약에 더 높은 포구 속도를 제공한다.
르클레르는 또한 12.7mm 동축 기관총과 원격 제어 7.62mm 기관총을 장착하고 있는데, 대부분의 다른 북대서양 조약 기구 전차는 동축 및 상부 기관총 마운트에 모두 7.62mm 무기를 사용한다. 주요 예외는 7.62mm 동축 기관총과 두 개의 상부 기관총(7.62mm 한 개와 12.7mm 한 개)을 갖춘 미국 M1 에이브럼스이다.
르클레르는 GIAT의 GALIX 전투 차량 방호 시스템을 갖추고 있는데, 이 시스템은 다양한 연막탄과 적외선 차단탄, 그리고 대인지뢰 수류탄을 발사한다.
차체와 포탑은 용접된 강철로 만들어졌으며 모듈식 장갑이 장착되어 있어 수리하거나 시간이 지남에 따라 쉽게 업그레이드할 수 있다. 1970년대 후반 프랑스군은 중공 작약 무기 격퇴에 지나치게 특화되었다는 이유로 초밤 장갑을 거부했다. 따라서 그들은 중공 작약과 날개안정분리철갑탄을 모두 격퇴하기 위한 자체 복합 장갑 배열을 개발하기로 결정했다. 현대화된 위협이 도입됨에 따라 배치 3에는 복합 장갑, 티타늄 삽입물, 포탑 측면에는 ERA 블록을 포함한 새로운 장갑 패키지가 적용되었다.
1992년 걸프 전쟁 이후에야 운용되기 시작한 르클레르는 실제 전장 환경에서 주목할 만한 경험은 없지만, 저강도 분쟁에 여러 차례 배치되었다. 여기에는 코소보에 주둔한 15대의 르클레르(KFOR)와 레바논에 주둔한 다른 전차(UNIFIL)가 포함되는데, 유엔 평화 유지 작전의 맥락에서 이들의 성능은 프랑스 당국에 의해 만족스러운 것으로 평가되었다.
2010년까지 13대의 르클레르가 UNIFIL과 함께 남부 레바논에서 평화 유지 임무를 위해 배치되었다.

### C1 아리에테

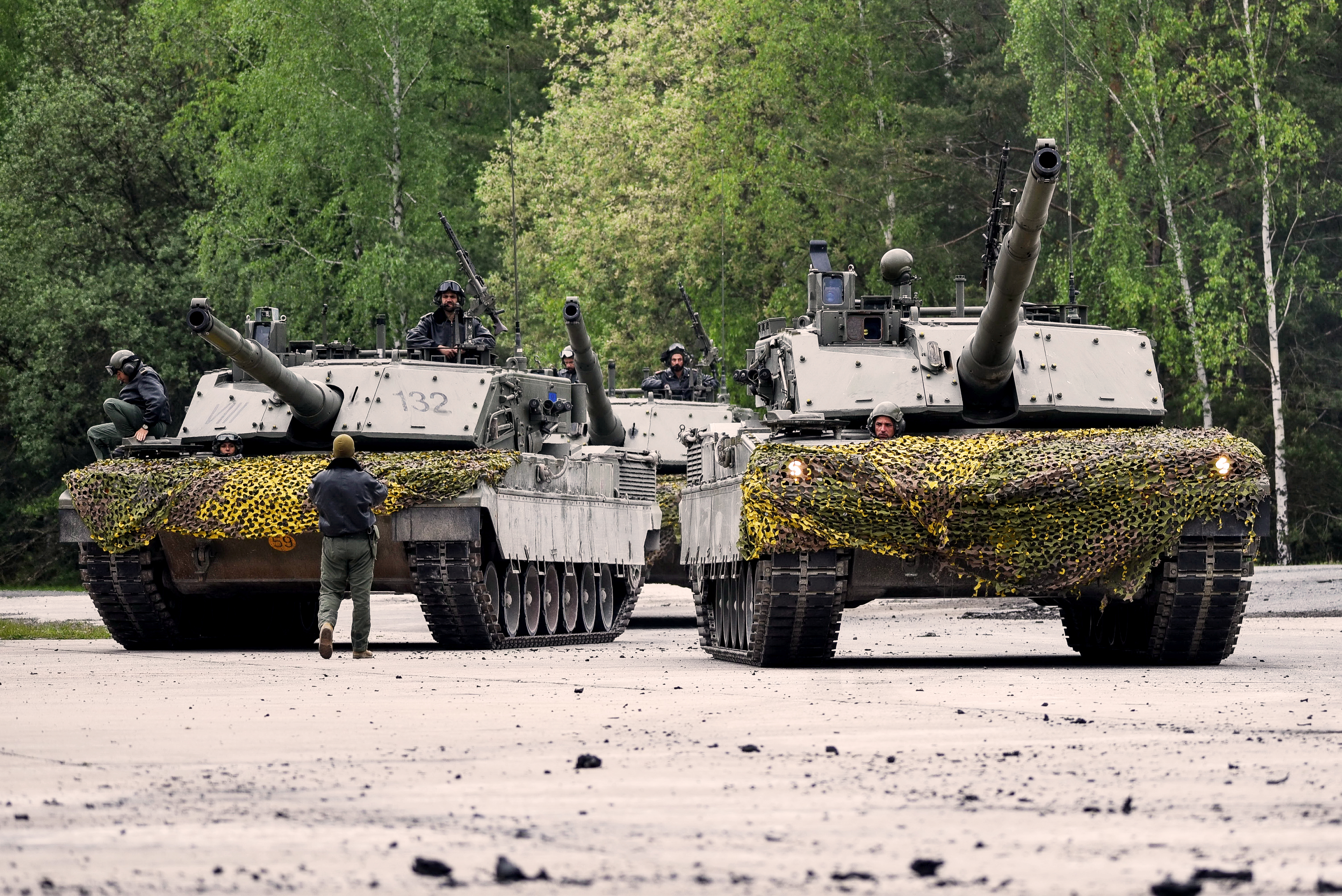
이탈리아 육군의 이탈리아 아리에테 주력전차

C1 아리에테는 이탈리아 육군의 주력전차로, 이베코-피아트와 오토 멜라라(CIO, 콘소르치오 이베코 오토 멜라라라고도 함)가 결성한 컨소시엄에 의해 개발되었다. 차체와 엔진은 이베코에서 생산되었고, 포탑과 사격 통제 장치는 오토 멜라라에서 생산되었다. 아리에테는 120mm 활강총포 오토 멜라라 캐논을 장착하고 있으며, 장기간의 발사에도 내구성을 높이기 위해 오토프레타지되고 스트레스 강화 처리되어 날개안정분리철갑탄 (APFSDS) 운동 에너지탄 및 고폭 대전차탄 (HEAT) 탄을 사용할 수 있다.
아리에테의 장갑은 강철과 복합 재료의 혼합으로, 영국 챌린저 2 및 미국 M1 에이브럼스와 유사하다.
아리에테는 양쪽에 전자식 발사 수류탄 발사기 2개를 갖추고 있다. 각 발사기는 4개의 총열로 구성되어 있으며, 연막탄 또는 채프 수류탄과 혼합하여 사용할 수 있다. 연막탄은 전차를 시각적 또는 열적 탐지로부터 가릴 수 있으며, 채프 수류탄은 전차의 레이더 반사 면적을 분산시킨다. 전차는 완전한 화생방 방호 기능을 갖추고 있다.

### 챌린저 2

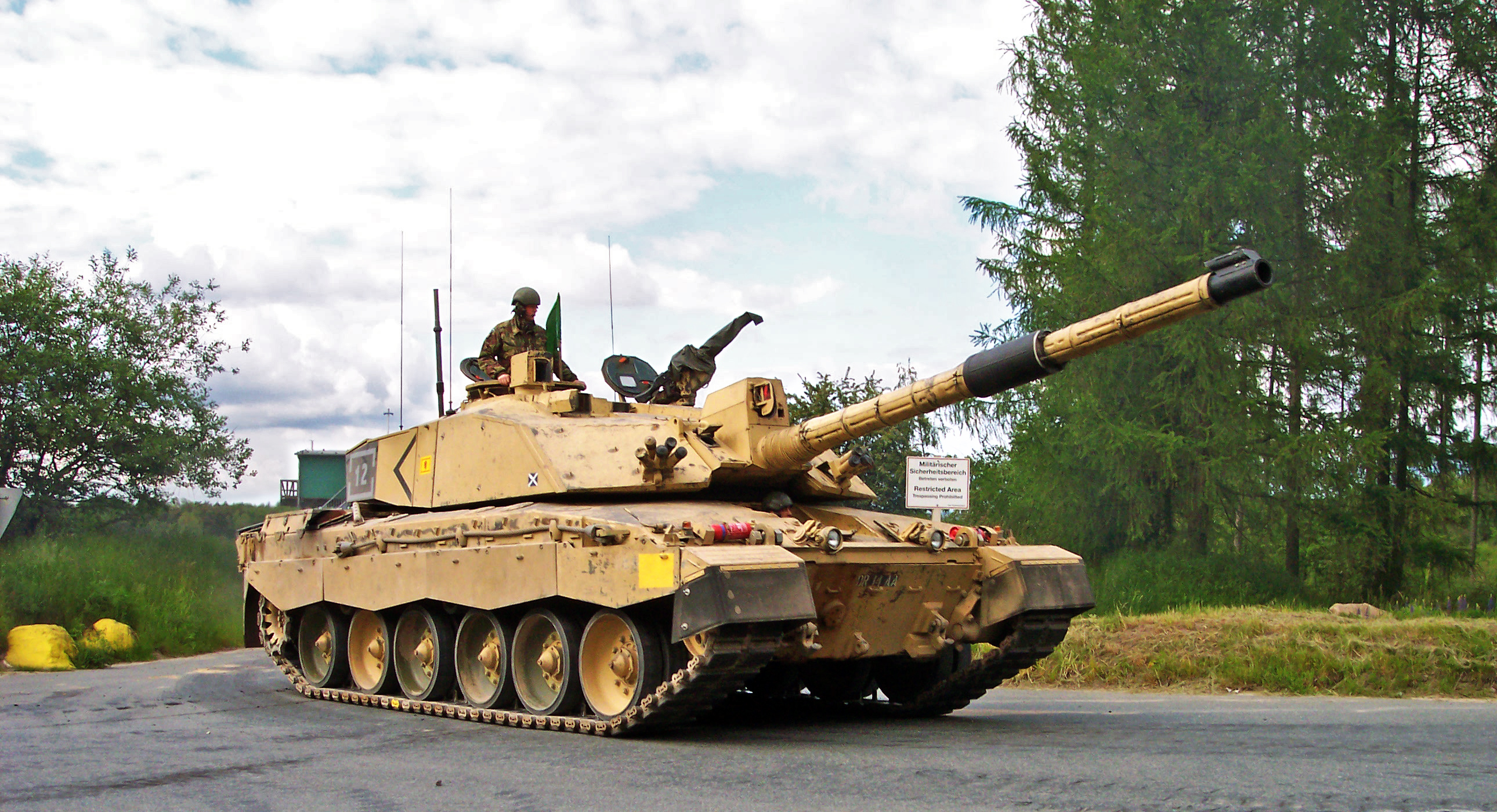
로열 스코츠 드라군 근위대 (D 스쿼드론)의 영국 챌린저 2 전차.

챌린저 2는 현재 운용 중인 영국 주력전차(MBT)로, 영국 회사 비커스 디펜스 시스템즈(현재 BAE 시스템즈 지상 및 무기로 알려짐)에서 설계 및 제작했다.
챌린저 2는 챌린저 1의 광범위한 재설계 버전이다. 차체와 자동차 부품은 비슷해 보이지만, 챌린저 1보다 더 최신 디자인과 제작이며, 부품의 3% 미만이 상호 교환 가능하다. 챌린저 2는 영국 육군에서 챌린저 1을 대체했으며, 오만 왕립군에서도 사용된다. 보스니아, 코소보, 이라크에서 작전 임무를 수행했다.
1991년 6월, 다른 전차 제조사들의 설계(M1A2 에이브럼스와 레오파르트 2(개량형) 포함)와의 경쟁 끝에 국방부(MoD)는 127대의 MBT와 13대의 운전 훈련 차량에 대해 5억 2천만 파운드의 주문을 했다. 1994년에는 추가로 259대의 전차와 9대의 운전 훈련 차량(8억 파운드 상당)에 대한 주문이 이루어졌다. 오만은 1993년에 18대의 챌린저 2를 주문했고, 1997년 11월에 추가로 20대의 전차를 주문했다.
챌린저 2는 1998년 영국 육군에 배치되었고(독일의 제2왕립전차연대에서), 마지막 차량은 2002년에 인도되었다. 2035년까지 운용될 것으로 예상된다. 여왕 왕립 흉갑기병대, 국왕왕립검기병대 (곧 제너럴 다이내믹스 아약스로 전환될 예정), 왕립전차연대에서 운용되며, 각 연대는 기갑 보병 여단의 전차 부대이다.

### T-84 오플롯

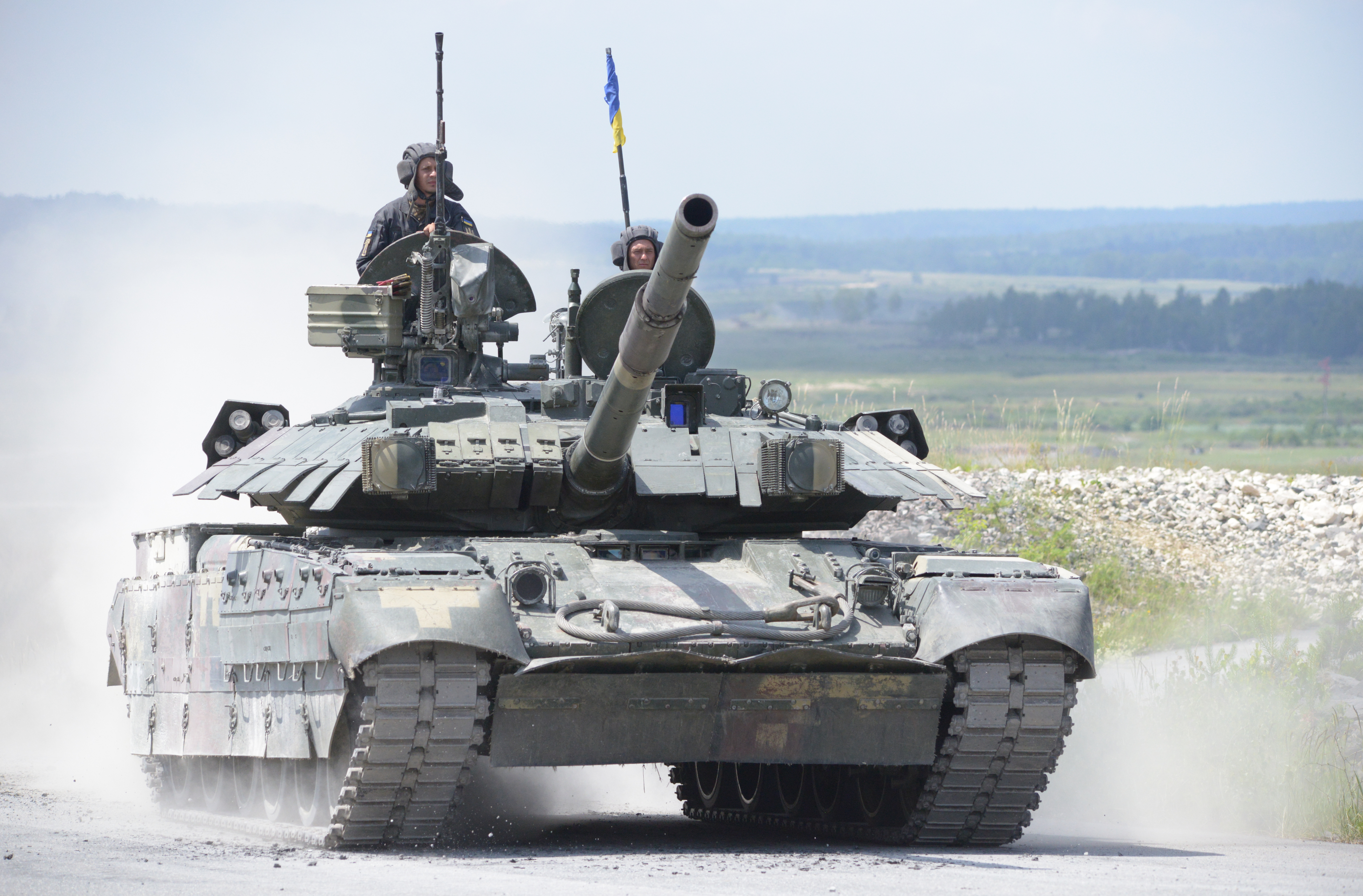
우크라이나 T-84

최신 우크라이나 주력전차(MBT)이자 T-84의 가장 정교한 버전은 KB 유그노예의 더욱 발전된 장갑, 새로운 전자 방해 시스템 등을 장착한 "T-84 오플롯"의 업그레이드 버전이다. 눈에 띄는 특징 중 하나는 새로운 PNK-6 파노라마 전차 조준경이다. 이는 구 소련제 전차에 대해 매우 효과적인 전차로 여겨진다.

### 99식과 99A식

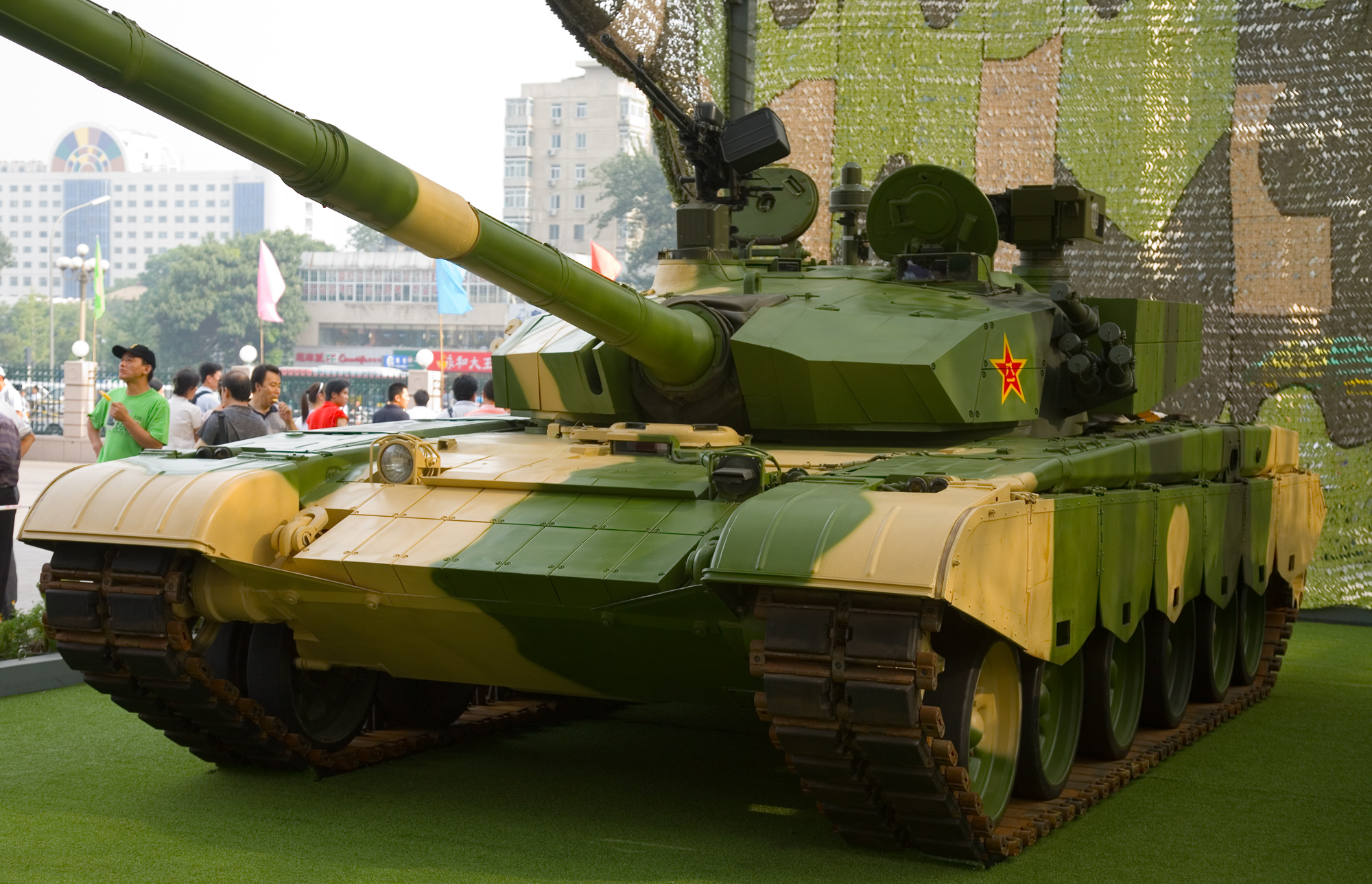
중국 99식 전차

중국 99식 전차(중국어: 99式, 병음: Jiǔjiǔ shì), 또한 ZTZ-99 및 WZ-123으로도 알려진 이 전차는 98G식 (차례로 98식의 발전형)에서 개발된 중국 인민해방군의 3세대 주력전차이다. 다른 현대 전차들과 경쟁하도록 제작되었으며, 현재 중국이 운용하는 가장 발전된 주력전차이다.
98식의 소규모 생산은 1999년 중화인민공화국 국경절 퍼레이드에 전차가 등장할 수 있도록 제때 시작되었다.
98식 전차 개발이 완료된 후, 중국 정부 내에서 전차의 개량형에 대한 연구가 계속되었다. 이러한 프로그램들은 더 나은 신뢰성 기록을 가진 98식의 개선된 버전인 98G식을 탄생시켰다. 2001년 말, 40대의 98G식 전차가 정규군에 배치되었다. 98G식은 결국 현재 99식으로 알려진 전차로 이어졌으며, 이 전차는 2001년에 정부에 의해 공식적으로 공개되었다. 99식의 최종 버전은 이전 모델의 1,200마력 엔진과 달리 1,500마력 엔진을 포함한다. 또한 레오파르트 2A5 스타일의 경사 화살표 장갑판이 포탑 전면에 추가되었고, 측면에는 추가 복합 장갑층이 추가되었다.
높은 비용 때문에 이 전차는 59식과 같은 이전 중국 설계와 달리 대량으로 배치될 것으로 예상되지 않는다. 생산량이 제한적이기 때문에 99식은 현재 중국 인민해방군의 가장 정예 사단에서만 운용된다.

### 알-칼리드

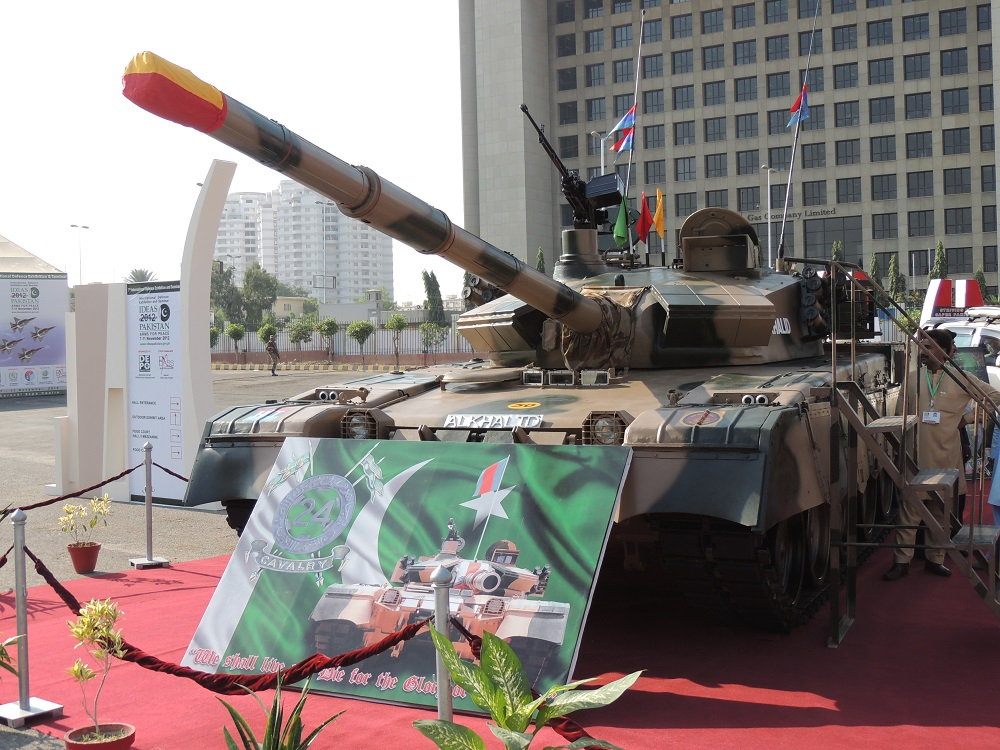
2012년 11월에 전시된 파키스탄 주력전차 알-칼리드 MBT.

알-칼리드 전차(우르두어: الخالد ٹینک—Al-Xālid Ṫaiŋk, hns 문자적으로 불멸의 전차)와 MBT-2000은 1990년대에 파키스탄과 중화인민공화국이 공동 개발한 주력전차의 파생형을 지칭한다. 2009년 현재 약 300대의 알-칼리드 전차가 파키스탄 육군에 배치되었다. 2011년부터 44대의 MBT-2000이 방글라데시 육군에 배치되어 있다.
세 명의 승무원이 운용하며 자동으로 재장전되는 125mm 활강포로 무장한 이 전차는 야간 전투 장비와 통합된 현대적인 사격 통제 장치를 사용하며 다양한 종류의 대전차탄과 대전차 미사일을 발사할 수 있다. 알-칼리드는 7세기 무슬림 사령관 칼리드 빈 알-왈리드 (592–642 AD)의 이름을 따서 명명되었다.
중국 및 소련 전차의 진화형인 이 설계는 대부분의 서구 주력전차보다 훨씬 작고 가볍다. 여러 소련 및 서구 전차의 기술을 결합한 중국 90-II형을 기반으로 한다. 알-칼리드는 다양한 외국 엔진 및 변속기와 쉽게 통합될 수 있도록 제조에 적합하게 설계되었다는 점에서 특이하다. 알-칼리드의 현재 생산형은 우크라이나 KMDB 설계국에서 공급한 디젤 엔진과 변속기를 사용한다. 첫 번째 생산 모델은 2001년에 파키스탄 육군에 배치되었다.

### 아준-Mk.1 및 Mk.1A

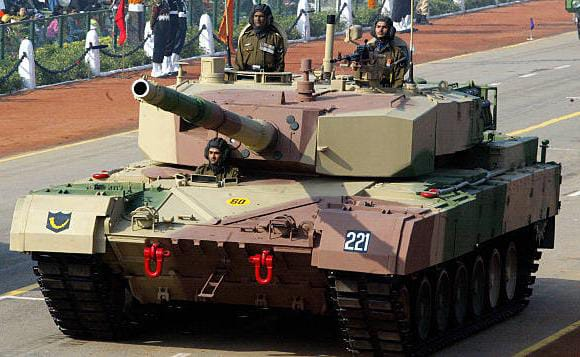
아준-Mk.1

아준(산스크리트어: अर्जुन)은 인도 육군을 위해 인도의 전투차량연구개발시설(CVRDE)이 개발한 3세대 주력전차이다. 이 전차는 인도 서사시인 마하바라타의 전사 왕자 아르준의 이름을 따서 명명되었다.
아르준은 자체 개발한 날개안정분리철갑탄, HESH, PCB 및 TB 탄약과 DRDO에서 개발한 포 발사 대전차 유도탄 SAMHO를 발사할 수 있는 120mm 강선포, 7.62mm 동축 기관총 1문, 12.7mm 중기관총 1문을 장착하고 있다. 이 전차는 1,400마력의 MTU 다중 연료 디젤 엔진으로 구동되며, 최대 속도 70 km/h (43 mph) 및 비포장 도로 속도 40 km/h (25 mph)를 달성할 수 있다. 승무원은 지휘관, 포수, 장전수, 조종수 4명으로 구성된다. 전차는 승무원 안전을 위해 자동 화재 감지 및 진압 및 화생방 방호 시스템을 갖추고 있다. 아르준 전차는 자체 개발한 복합 장갑인 칸찬 장갑으로 보호된다.

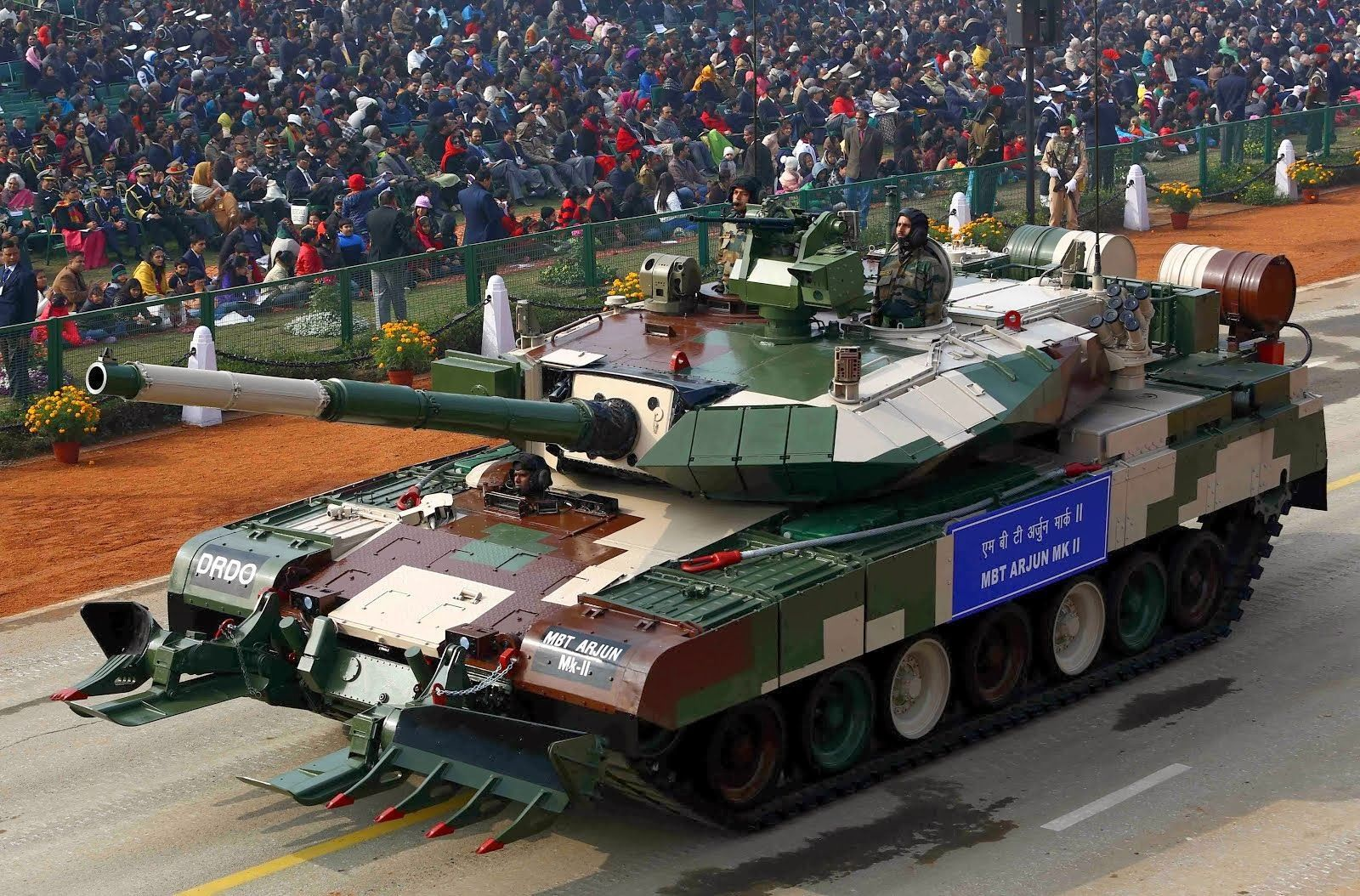
아르준-Mk.1A

MK-1A (이전에는 MK2로 지정됨)는 화력, 기동성 및 생존성을 향상시키기 위해 설계된 아르준 전차의 새로운 변형이다. 개선된 칸찬 장갑과 ERA로 보호되는 완전히 재설계된 포탑을 가지고 있다. MK1A는 89가지의 크고 작은 개선 사항을 포함하며, 이 중 73가지는 MK1 변형에 쉽게 통합될 수 있었다. 다른 주요 개선 사항으로는 보호를 위한 NERA 추가, 포 발사 SAMHO ATGM 통합, 포수 주 조준경과 자동 표적 추적 시스템 통합, 레이저 거리 측정기 및 이중 배율 주간 조준경이 통합된 지휘관 파노라마 조준경(CPS MK-II) 추가, 헌터-킬러 기능을 위한 FCS와 연동되는 비냉각 열상 조준경 추가, 조종수를 위한 양안 시야를 갖춘 비냉각 조준 시스템 추가, 원격 제어 무기 스테이션, 궤도 폭 지뢰 쟁기, 승무원 안전을 위한 개별 셔터가 있는 컨테이너화된 탄약 상자(CABIS), 고급 육상 항법 시스템, 두 배의 발전 용량을 가진 새로운 보조 동력 장치, 그리고 민첩성 향상을 위한 새로운 고급 주행 장치 시스템(ARGS)을 갖춘 재설계된 유공압 서스펜션 시스템이 포함된다. 아르준 MK1A는 이전 변형보다 훨씬 더 많은 국내 생산 부품을 포함하고 있다.

### 10식 전차

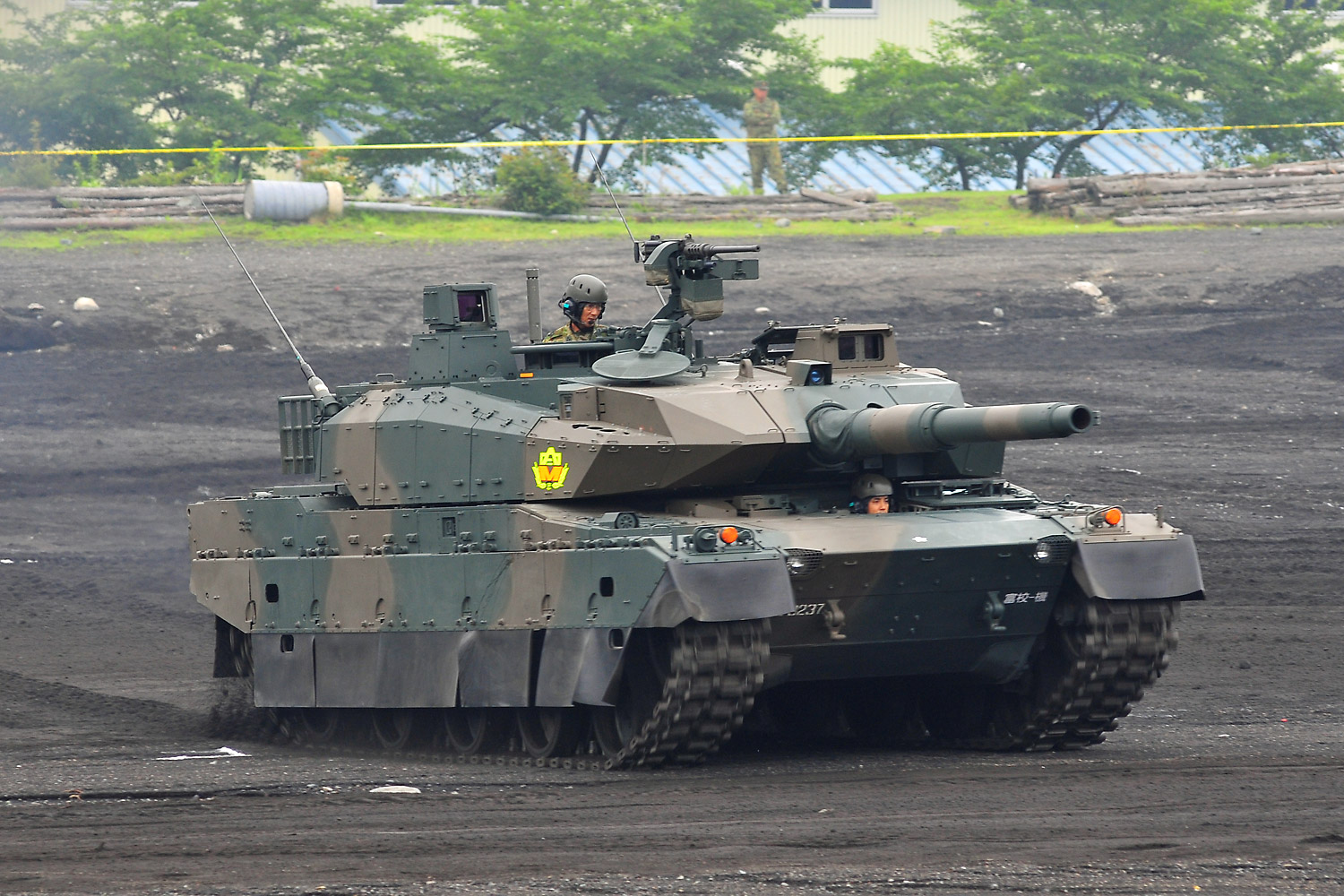
육상자위대 제1기갑훈련대 10식 전차

일본의 10식 전차 (10式戦車, Hitomaru-shiki sensha)는 미쓰비시 중공업이 육상자위대를 위해 생산한 4세대 주력전차이다. 육상자위대에서 현재 운용 중인 다른 주력전차와 비교할 때, 10식 전차는 대전차전 및 기타 비상사태에 대응하는 능력 면에서 강화되었다. 이 전차는 현대 주력전차치고는 작고 가벼운 40톤급으로, 일본에 많은 다리를 건널 때 부담을 주지 않고 작은 도로에서 기동할 수 있도록 특별히 설계되었다. 10식 전차는 기존의 40년 된 2세대 74식을 대체하고/하거나 더 무거운 3세대 90식 주력전차를 보완하기 위해 개발되었다. 1990년대에 개발이 시작되었으며, 2008년 2월에 시제품이 공개되었다.
2012년 1월, 13대의 10식 전차가 육상자위대에 배치되었다. 차량의 장갑은 90식 전차와 비교하여 새로운 세대의 복합 장갑으로 크게 강화되었다.
개발자는 "2013년 현재 존재하는 모든 종류의 포탄에 대해 뛰어난 방어력을 가지고 있다"고 주장한다.
방어 성능 향상을 지원하기 위해 모듈식 형식을 채택한다.
10식 전차는 원래 일본제강소가 개발한 120mm L44 포를 사용한다.
10식 전차의 새로운 대포는 새로 개발된 "10식 APFSDS" 탄약을 발사할 수 있는데, 이 탄약은 10식 전차를 위해 특별히 설계되었으며 10식 전차에서만 발사할 수 있다.
10식 APFSDS 탄약은 중금속 입자를 포함하는 비정질 금속으로 구성되어 있다. 높은 강성을 가지고 있으며 자체 연마 기능이 있고, 높은 공동 압력으로 인해 경량 탄약이 높은 초기 속도로 발사된다.
또한, 첨단 C4I를 통해 10식 전차는 소대 간에 목표 및 자대 위치 정보를 실시간으로 공유할 수 있다. 이는 기동 중 사격 시에도 정확하게 명중할 수 있는 첨단 FCS와 3.5초 이내에 재사격이 가능한 고속 자동 장전 장치와 결합되어 높은 타격력을 발휘할 수 있다.
현재 10식 전차는 FCP(Fire Control Picture)급 C4I를 탑재한 유일한 MBT이다.
엔진은 1200마력으로, 자체 HMT를 채용하여 축 출력이 개선되었고, 90식 전차보다 기동성이 우수하다.

### K2 흑표

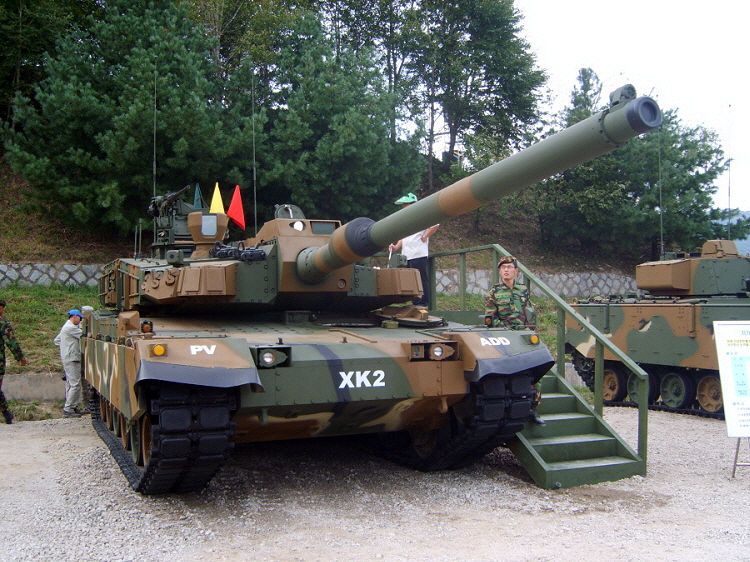
전시된 K-2 흑표 모형

1980년대 K1(일명 "88전차")과 K200을 개발한 대한민국 정부는 전차 및 장갑차 운용 경험을 통해 충분한 개발 역량을 확보했다고 판단하여, 이전에 크라이슬러 디펜스와 제너럴 다이내믹스 랜드 시스템즈의 설계 지원을 통해 개발되었던 K1과는 달리 국내산 주력전차 도입을 계획했다. 이전에 대한민국 국군이 운용했던 K1의 주요 부품은 미국 라이선스로 생산되었으며, 미국 정부의 수출규제는 대한민국 정부가 수출을 시도할 때 부담이 되었으므로, 독자 기술로 전차를 개발하는 것이 해외 수출에 유리하다는 점도 중요하게 고려되었다. 독자 기술 강조는 제안된 차량이 라이선스 문제 없이 수출 시장에 진출하는 데 유리하게 작용할 것이다.
국방과학연구소에서 개발할 차세대 주력전차는 "XK-2"로 명명되었으며, 개발 사업의 주요 목표는 대한민국 육군이 운용하는 노후화된 M48A3K 및 M48A5KW를 대체할 새로운 주력전차를 확보하고, 조선민주주의인민공화국의 기갑 전력에 대비하는 것이었다.
1995년부터 1997년까지 전차의 기능, 성능, 형상, 필요 기술 등에 대한 개념 연구가 진행되었고, 1998년부터 2002년까지 전차의 구체적인 설계와 120mm 전차포, 자동 표적 추적 장치, 자동장전장치, 운용 소프트웨어 등의 핵심 기술 및 부품 개발이 진행되었다.
2003년부터 2007년까지 기술 및 성능 시연을 위해 MTR(기동 시험 장비), FTR(화력 시험 장비), PV1, PV2, PV3 등 5대의 차량이 제작되었다. MTR 및 FTR은 기동성, 사격 통제, 전투 통제 및 저온 작동 수명 시험을 수행했으며, PV1, PV2, PV3는 내구성 시험, 개발자 시험, 운용자 시험 및 종합 군수 지원 시험을 수행했다. 최종 시제품은 2007년 3월 2일 공개되었으며, 2008년 9월 방위사업청이 전투 적합 판정을 내린 후 공식적으로 개발이 완료되었다. 2022년에 시작된 3차 K2 양산에는 한국형 가변 메시지 형식(KVMF)이 적용된 개선된 전장 관리 시스템(BMS)과 해상도 및 자동 표적 추적 기능이 개선된 한국형 포수 주 조준경(KGPS) 및 한국형 전차장 조준경(KCPS)이 포함되었다.
K2는 120mm 55구경 활강포, 자동 표적 탐지 및 추적 시스템(ATDTS), 첨단 반능동 현수 시스템, 소프트 및 하드킬 능동방호체계, 피아식별장치(IFF) 선택적 식별 기능(SIF) 시스템(IFF/SIF), 차량 간 데이터 통신 시스템, 지휘, 통제, 통신, 컴퓨터, 정보(C4I) 상향 연결 시스템과 상호 운용 가능한 전장 관리 시스템(BMS)을 갖추고 있다.
2008년 7월 29일, 현대로템과 오토카르는 알타이 전차 개발 프로젝트를 위한 기술 이전 및 설계 지원 계약을 체결했다. 이 계약에는 알타이 전차 개발에 필요한 시스템, 장갑 패키지, 120mm 포에 대한 기술 이전 및 설계 지원이 포함된다.
대한민국 국군은 K-2 PIP 개발을 시작할 예정인데, 이는 기존 K-2 모델의 업그레이드로, 하드킬 APS와 같은 장갑, 무기, 광학 분야의 추가적인 발전을 포함한다.

### 카라

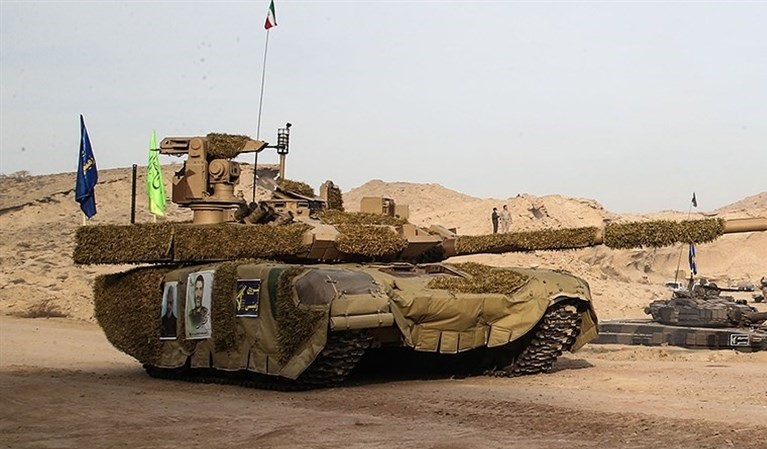
카라

이란의 새로운 주력전차. 이 전차는 2017년 3월 12일에 발표되었다. 발표 당시, 이 전차는 전기광학 사격 통제 시스템, 레이저 거리 측정기, 탄도 컴퓨터를 갖추고 있으며 낮이든 밤이든 안정적이거나 움직이는 표적을 발사할 수 있다고 명시되었다. 카라의 주무장은 배기 추출기 및 열 슬리브가 장착된 125mm 활강포로 구성된다. 12.7mm 기관총으로 무장한 원격 제어 무기 스테이션이 포탑 지붕에 장착되어 있다. 주포는 대전차 레이저 유도 미사일을 발사할 수 있다.

### 알타이

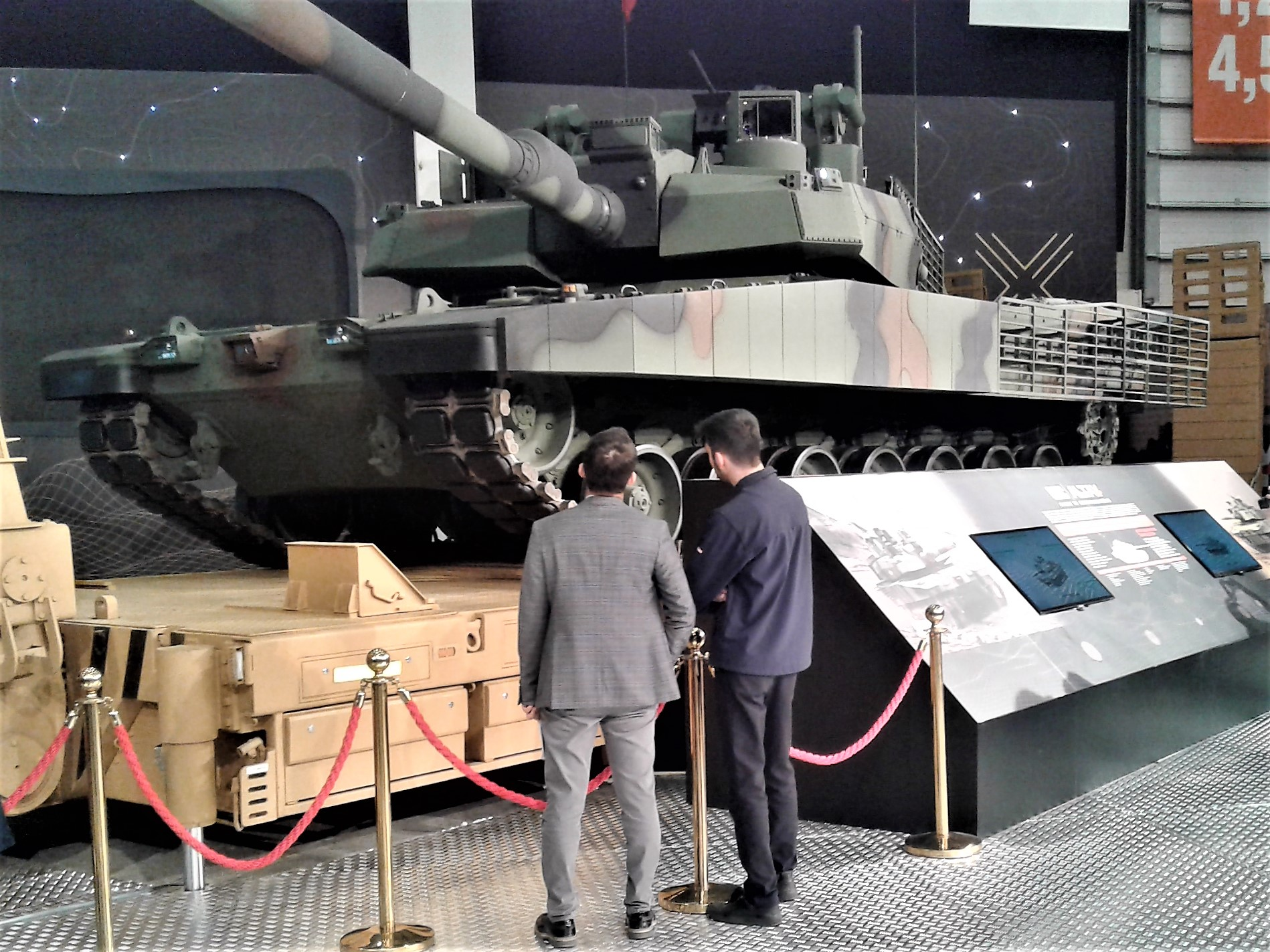
튀르키예 알타이 주력전차

튀르키예의 알타이는 오토카르가 튀르키예 육군 및 수출 시장을 위해 설계 및 개발한 주력전차이다. 이 전차는 튀르키예 독립 전쟁의 마지막 단계에서 제5기병군단을 지휘했던 파흐레틴 알타이 육군 장군(1880-1974)을 기리기 위해 명명되었다.
알타이는 2008년부터 2012년까지 설계되었다. 65톤에 달하는 무게로 현재 운용 중인 주력전차 중 가장 무거운 전차 중 하나이다. 현재 4대가 운용 중이며, 총 1,000대의 주력전차를 250대씩 4개 배치로 생산할 계획이다. 알타이는 지휘관, 포수, 장전수, 조종수 4명의 승무원이 필요하다. 자동 장전 장치는 없다. 이 차량은 로케트산(장갑 패키지) 복합 장갑과 아셀산/STM 볼칸 III 보조 MKEK 120mm 55구경 활강포를 갖추고 있으며, 표준 120×570mm NATO 탄약을 발사할 수 있다.
알타이는 250대 규모의 튀르키예 육군 계약에 대해 20억 달러 규모로 경쟁할 예정이다. 이와 유사한 세 차례의 추가 배치도 예상된다.

### T-14 아르마타
1. ↑  Shah, Anup. “World Military Spending — Global Issues”. Globalissues.org. 2013년 9월 21일에 확인함.
2. ↑  Front Cover Thomas W. Zarzecki (2002). 《Arms diffusion: the spread of military innovations in the international system》. Psychology Press. 212쪽. ISBN 0-415-93514-8. 2011년 4월 5일에 확인함.
3. ↑  Lee, R. J. Key Components of the Iraqi Ground Forces, 2002[깨진 링크(과거 내용 찾기)]
4. ↑  Scales, page 269: "As TF 1-37th Armor crossed over the ridge into the heart of the Iraqi defensive zone, the Iraqi commander's carefully disposed rear-slope defense stripped Dyer's tanks of their range advantage. Within 1,000 meters, a row of dug-in T-72s and BMPs suddenly appeared below the crest. All were hull-down in prepared positions behind thick dirt walls (thus disproving the much-quoted u.s. truism that soviet tanks had difficulties in achieving 'hull down' position). Now the Americans were well within Iraqi killing range, and although the Soviet-made night sights were markedly inferior, things could still get very dicey."
5. ↑  Scales, page 270: "After the war they (TF 1-37th) returned to count the burned-out hulks of 76 T-72s, 84 BMPs, 3 air defense artillery pieces, 8 howitzers, 6 command vehicles, 2 engineer vehicles, and myriad of trucks."
6. ↑  Conroy & Mars, p. 158
7. ↑  Танки Иракской Армии [Iraqi Army Tanks]. 《otvaga2004.narod.ru》 (러시아어). 2009년 12월 29일. 2009년 9월 5일에 원본 문서에서 보존된 문서.
8. ↑  “Israel Military Industries 120mm smoothbore tank gun MG251 (Israel)”, 《Armour and Artillery Upgrades》 (Jane's)
9. ↑  “Merkava Mk 3”. 《Tanks》. Israeli Weapons. 2008년 7월 4일에 확인함.
10. ↑  Donald, David (2010년 6월 14일). “Merkava Mk IV breaks cover”. Jane's.
11. ↑  “Merkava Mk4 Detailed”. Defense Update. 2014년 4월 26일에 원본 문서에서 보존된 문서.
12. ↑  Gelbart, Marsh (1996). 《Tanks: Main Battle and Light Tanks》. Brassey's UK Ltd. 109–110쪽. ISBN 978-1-85753-168-8. OCLC 36171829.
13. ↑  Aero Sekur
14. ↑  “Products & Services Challenger 2”. BAE Systems. 2008년 2월 14일. 2007년 6월 21일에 원본 문서에서 보존된 문서. 2011년 1월 16일에 확인함.
15. ↑   보관됨 11월 29, 2009 - 웨이백 머신
16. 1 2  Foss, Christopher (2000년 11월 22일). “Al Khalid MBT to enter production”. 2013년 4월 15일에 확인함.
17. ↑  “Modernization of Al-Khalid tank: Ukraine to provide technical cooperation to Pakistan: envoy”. 《Business Recorder》. 2011년 10월 20일. 2013년 6월 27일에 확인함.
18. ↑  Aqeel Abbas Jafari (2010). 《Pakistan Chronicle》 (우르두어) 1판. Karachi: Wirsa Publications. 688쪽. ISBN 9789699454004.
19. 1 2  “On track with today's top tanks”. Army Technology. 2011년 11월 23일. 2013년 8월 4일에 확인함.
20. ↑  “A Look at Indian Army's Main Battle Tanks”. 《India TV》. 2013년 3월 6일. 2013년 8월 4일에 확인함.
21. ↑  Philip, Snehesh Alex (2020년 3월 16일). “Army set to place order for 118 Arjun Mark 1-As, the most potent tank in its inventory”. 《ThePrint》 (미국 영어). 2021년 11월 10일에 확인함.
22. ↑  “India's indigenously designed Arjun Mk-1A clears trials, ready to go into production”. 《The New Indian Express》. 2021년 11월 10일에 확인함.
23. ↑  Introduction of the aircraft Type 10 tank -Japanese Ministry of Defense, Japan Defense Focus No.33 Column, Oct 2012
https://www.mod.go.jp/e/jdf/no33/column.html
24. ↑  “新戦車_動力装置関連技術” (PDF). 2021년 7월 13일에 확인함.
25. 1 2  Yoon Sangyong (2021년 10월 15일). “K2 흑표 전차”. bemil. 2022년 9월 30일에 원본 문서에서 보존된 문서. 2022년 8월 18일에 확인함.
26. 1 2  Kim Hangyeong (2018년 6월 25일). “[한국무기 디테일] ⑫ 국내 국방과학기술이 총 결집된 현대 로템의 K2 흑표 전차”. Security Fact. 2022년 9월 30일에 원본 문서에서 보존된 문서. 2022년 9월 30일에 확인함.
27. ↑  Kim Uihwan (2006). “세계 11번째 독자 개발된 차기전차”. National Science & Technology Information Service. 2022년 4월 13일에 원본 문서에서 보존된 문서. 2022년 4월 13일에 확인함.
28. 1 2  “승리의 검은 표범! 현대로템 K2전차 '흑표' 지식테스트”. 현대로템 Official Blog. 2017년 9월 21일. 2021년 7월 8일에 원본 문서에서 보존된 문서. 2021년 7월 8일에 확인함.
29. ↑  “강바닥 달리는 국산 '차기전차(XK2)' 개발”. SBS. 2007년 3월 2일. 2022년 8월 18일에 원본 문서에서 보존된 문서. 2022년 8월 18일에 확인함.
30. ↑  “케이(K)2전차 2차 양산 전력화 완료”. 방위사업청. 2022년 1월 20일. 2022년 9월 29일에 원본 문서에서 보존된 문서. 2022년 9월 29일에 확인함.
31. ↑  “High Speed Radio System”. Insopack. 2022년 9월 29일에 원본 문서에서 보존된 문서. 2022년 9월 29일에 확인함.
32. ↑  현대로템 (2008년 7월 31일). “터키 전차개발 기술협력 계약 체결”. 현대로템. 2021년 10월 10일에 원본 문서에서 보존된 문서. 2021년 10월 10일에 확인함.
33. ↑  손원제 (2008년 7월 30일). “터키에 한국형 전차 '흑표' 기술 수출”. 한겨레. 2021년 7월 27일에 원본 문서에서 보존된 문서. 2021년 7월 27일에 확인함.
34. ↑  Army Recognition (2021년 10월 1일). “Altay MBT Main Battle Tank”. Army Recognition. 2021년 10월 24일에 원본 문서에서 보존된 문서. 2021년 10월 24일에 확인함.
35. ↑  “Major Export Cases”. 국방과학연구소. 2022년 5월 30일에 원본 문서에서 보존된 문서. 2022년 5월 30일에 확인함.
36. ↑  “Altay | Tracked Armored | Military Vehicles | Products”. Otokar. 2015년 2월 28일에 확인함.
37. ↑  “Altay Tank” (PDF). Roketsan.com.tr. 2015년 2월 28일에 확인함.
38. ↑  “Otokar'ın en önemli projesi 'milli tank Altay' haberi Dünya.com'da”. Dunya.com. 2014년 3월 22일. 2015년 2월 28일에 확인함.
39. ↑  “Milli tank 'altay' için yola çıkıldı – Ekonomi Haberleri”. Radikal. 2008년 7월 30일. 2015년 2월 28일에 확인함.
40. ↑  “Altay MBT”. 《Military Factory》. 2014년 4월 8일에 확인함.
41. ↑  “Local tank production contract litmus test for Koç's defense business”. 2014년 8월 5일.